# Get Right
Get Right (2005) is de eerste single van het vijfde studioalbum "Rebirth", door Jennifer Lopez. In de Verenigde Staten en Engeland werd de single op 15 maart 2005 uitgebracht en kwam uiteindelijk op nummer 1, en werd haar eerste nummer-1 single in het Verenigd Koninkrijk in 4 jaar. In Nederland werd de single Alarmschijf en belandde hij op de tweede plaats in de Nederlandse Top 40.
Het meest kenmerkende aan de single is een sample die constant doorgaat, waarin prominent een saxofoon aanwezig is. Dezelfde sample werd gebruikt voor "Soul Power '74" van Maceo & the Macks.